# Imke Onnen
Imke Susann Onnen (née le 17 août 1994 à Langenhagen) est une athlète allemande, spécialiste du saut en hauteur.

## Carrière
Le 13 mai 2018, elle franchit 1,93 m à Garbsen. 
C’est la sœur de Eike Onnen, également sauteur en hauteur. Ils sont tous les deux finalistes lors des Championnats d’Europe 2018 à Berlin. Elle termine 14e de la finale avec 1,82 m.
Le 17 février 2019, elle remporte les championnats d'Allemagne en salle et porte à cette occasion son record personnel à 1,96 m.
Elle se classe 9e des championnats du monde 2019 avec 1,89 m.

## Palmarès
| Date | Compétition                        | Lieu                               | Résultat | Marque |
| ---- | ---------------------------------- | ---------------------------------- | -------- | ------ |
| 2018 | Championnats d'Europe              | Berlin                             | 14e      | 1,82 m |
| 2019 | Championnats d'Europe en salle     | Glasgow                            | 7e       | 1,91 m |
| 2019 | Universiade                        | Naples                             | 3e       | 1,91 m |
| 2019 | Championnats d'Europe par équipes  | Bydgoszcz                          | 4e       | 1,90 m |
| 2019 | Championnats du monde              | Doha                               | 9e       | 1,89 m |
| 2022 | Circuit mondial en salle de l'IAAF | Circuit mondial en salle de l'IAAF | 3e       | 10 pts |

## Records
| Épreuve         | Épreuve   | Marque | Lieu              | Date                            |
| --------------- | --------- | ------ | ----------------- | ------------------------------- |
| Saut en hauteur | Plein air | 1,97 m | Essen             | 1er juin 2025                   |
| Saut en hauteur | En salle  | 1,96 m | Leipzig Karlsruhe | 17 février 2019 31 janvier 2020 |